# Pendarus stipatus
Pendarus stipatus är en insektsart som beskrevs av Walker 1851. Pendarus stipatus ingår i släktet Pendarus och familjen dvärgstritar. Utöver nominatformen finns också underarten P. s. tullahomi.